# Régis Genaux
Régis Hervé Genaux (Charleroi, 31 agosto 1973 – Chaudfontaine, 8 novembre 2008) è stato un allenatore di calcio e calciatore belga, di ruolo difensore.

## Biografia
Muore l'8 novembre 2008 per un'insufficienza cardiaca dovuta a una embolia polmonare. L'indomani, l'Udinese ha giocato con il lutto al braccio l'incontro con l'Inter valevole per la Serie A 2008-2009.

## Carriera

### Giocatore

#### Club
Iniziò la sua carriera professionistica allo Standard Liegi: qui, tra il 1990 e il 1996, fece parte della cosiddetta generazione dei tre moschettieri dello Standard, con Philippe Léonard e Michaël Goossens, in una squadra che negli stessi anni vedeva tra le sue file anche Roberto Bisconti. Nella seconda metà del 1996 si trasferì brevemente al Coventry City, in Inghilterra. Nel gennaio del 1997 si accasò all'Udinese, rimanendo in Italia per i successivi sei anni inframezzati da un breve ritorno allo Standard nel 2002. Ebbe diversi infortuni durante la carriera agonistica che lo costrinsero a ritirarsi nel 2003 all'età di soli 29 anni.

#### Nazionale
Genaux giocò 22 volte con la maglia del Belgio su 27 convocazioni. Considerato l'erede di Eric Gerets in nazionale, non fu però convocato per il campionato del mondo 1994 negli Stati Uniti d'America. Divenne un titolare fisso nel biennio seguente, ma il Belgio non riuscì a qualificarsi per il campionato d'Europa 1996 in Inghilterra. Con l'arrivo di Georges Leekens perse il posto in nazionale e non fu quindi convocato neanche per il campionato del mondo 1998 in Francia, essendogli stati preferiti Éric Deflandre e Bertrand Crasson.

## Statistiche

### Presenze e reti nei club
| stagione | club           | paese       | presenze | gol | competizione   |
| -------- | -------------- | ----------- | -------- | --- | -------------- |
| 1990-91  | Standard Liegi | Belgio      | 4        | 0   | Jupiler League |
| 1991-92  | Standard Liegi | Belgio      | 31       | 1   | Jupiler League |
| 1992-93  | Standard Liegi | Belgio      | 30       | 0   | Jupiler League |
| 1993-94  | Standard Liegi | Belgio      | 28       | 0   | Jupiler League |
| 1994-95  | Standard Liegi | Belgio      | 29       | 0   | Jupiler League |
| 1995-96  | Standard Liegi | Belgio      | 29       | 0   | Jupiler League |
| 1996-97  | Coventry City  | Inghilterra | 3        | 0   | Premier League |
| gen. 97  | Udinese        | Italia      | 8        | 0   | Serie A        |
| 1997-98  | Udinese        | Italia      | 6        | 0   | Serie A        |
| 1998-99  | Udinese        | Italia      | 18       | 0   | Serie A        |
| 1999-00  | Udinese        | Italia      | 17       | 0   | Serie A        |
| 2000-01  | Udinese        | Italia      | 2        | 0   | Serie A        |
| 2001-02  | Standard Liegi | Belgio      | 4        | 0   | Jupiler League |
| 2002-03  | Udinese        | Italia      | 0        | 0   | Serie A        |
|          | Totale         |             | 209      | 1   |                |

### Cronologia presenze e reti in nazionale
| Cronologia completa delle presenze e delle reti in nazionale ― Belgio | Cronologia completa delle presenze e delle reti in nazionale ― Belgio | Cronologia completa delle presenze e delle reti in nazionale ― Belgio | Cronologia completa delle presenze e delle reti in nazionale ― Belgio | Cronologia completa delle presenze e delle reti in nazionale ― Belgio | Cronologia completa delle presenze e delle reti in nazionale ― Belgio | Cronologia completa delle presenze e delle reti in nazionale ― Belgio | Cronologia completa delle presenze e delle reti in nazionale ― Belgio |
| Data                                                                  | Città                                                                 | In casa                                                               | Risultato                                                             | Ospiti                                                                | Competizione                                                          | Reti                                                                  | Note                                                                  |
| --------------------------------------------------------------------- | --------------------------------------------------------------------- | --------------------------------------------------------------------- | --------------------------------------------------------------------- | --------------------------------------------------------------------- | --------------------------------------------------------------------- | --------------------------------------------------------------------- | --------------------------------------------------------------------- |
| 26-2-1992                                                             | Tunisi                                                                | Tunisia                                                               | 2 – 1                                                                 | Belgio                                                                | Amichevole                                                            | -                                                                     |                                                                       |
| 6-10-1993                                                             | Anderlecht                                                            | Belgio                                                                | 2 – 1                                                                 | Gabon                                                                 | Amichevole                                                            | -                                                                     | 46’                                                                   |
| 7-9-1994                                                              | Anderlecht                                                            | Belgio                                                                | 2 – 0                                                                 | Armenia                                                               | Qual. Euro 1996                                                       | -                                                                     |                                                                       |
| 12-10-1994                                                            | Copenaghen                                                            | Danimarca                                                             | 3 – 1                                                                 | Belgio                                                                | Qual. Euro 1996                                                       | -                                                                     | 73’                                                                   |
| 16-11-1994                                                            | Anderlecht                                                            | Belgio                                                                | 1 – 1                                                                 | Macedonia                                                             | Qual. Euro 1996                                                       | -                                                                     |                                                                       |
| 17-12-1994                                                            | Anderlecht                                                            | Belgio                                                                | 1 – 4                                                                 | Spagna                                                                | Qual. Euro 1996                                                       | -                                                                     |                                                                       |
| 29-3-1995                                                             | Siviglia                                                              | Spagna                                                                | 1 – 1                                                                 | Belgio                                                                | Qual. Euro 1996                                                       | -                                                                     | 19’                                                                   |
| 7-6-1995                                                              | Skopje                                                                | Macedonia                                                             | 0 – 5                                                                 | Belgio                                                                | Qual. Euro 1996                                                       | -                                                                     |                                                                       |
| 23-8-1995                                                             | Bruxelles                                                             | Belgio                                                                | 1 – 2                                                                 | Germania                                                              | Amichevole                                                            | -                                                                     |                                                                       |
| 6-9-1995                                                              | Bruxelles                                                             | Belgio                                                                | 1 – 3                                                                 | Danimarca                                                             | Qual. Euro 1996                                                       | -                                                                     | 30’                                                                   |
| 7-10-1995                                                             | Erevan                                                                | Armenia                                                               | 0 – 2                                                                 | Belgio                                                                | Qual. Euro 1996                                                       | -                                                                     |                                                                       |
| 15-11-1995                                                            | Limassol                                                              | Cipro                                                                 | 1 – 1                                                                 | Belgio                                                                | Qual. Euro 1996                                                       | -                                                                     |                                                                       |
| 27-3-1996                                                             | Bruxelles                                                             | Belgio                                                                | 0 – 2                                                                 | Francia                                                               | Amichevole                                                            | -                                                                     |                                                                       |
| 24-4-1996                                                             | Bruxelles                                                             | Belgio                                                                | 0 – 0                                                                 | Russia                                                                | Amichevole                                                            | -                                                                     |                                                                       |
| 6-9-1997                                                              | Bruxelles                                                             | Paesi Bassi                                                           | 3 – 1                                                                 | Belgio                                                                | Qual. Mondiali 1998                                                   | -                                                                     | 46’                                                                   |
| 29-10-1997                                                            | Dublino                                                               | Irlanda                                                               | 1 – 1                                                                 | Belgio                                                                | Qual. Mondiali 1998                                                   | -                                                                     |                                                                       |
| 9-2-1999                                                              | Bruxelles                                                             | Belgio                                                                | 0 – 1                                                                 | Rep. Ceca                                                             | Amichevole                                                            | -                                                                     | 56’                                                                   |
| 27-3-1999                                                             | Bruxelles                                                             | Belgio                                                                | 0 – 1                                                                 | Bulgaria                                                              | Amichevole                                                            | -                                                                     | 76’                                                                   |
| 30-3-1999                                                             | Liegi                                                                 | Belgio                                                                | 0 – 1                                                                 | Egitto                                                                | Amichevole                                                            | -                                                                     | 85’                                                                   |
| 13-11-1999                                                            | Lecce                                                                 | Italia                                                                | 1 – 3                                                                 | Belgio                                                                | Amichevole                                                            | -                                                                     |                                                                       |
| 23-2-2000                                                             | Charleroi                                                             | Belgio                                                                | 1 – 1                                                                 | Portogallo                                                            | Amichevole                                                            | -                                                                     |                                                                       |
| 26-4-2000                                                             | Oslo                                                                  | Norvegia                                                              | 0 – 2                                                                 | Belgio                                                                | Amichevole                                                            | -                                                                     | 46’                                                                   |
| Totale                                                                |                                                                       | Presenze                                                              | 22                                                                    |                                                                       | Reti                                                                  | 0                                                                     |                                                                       |

## Palmarès

### Giocatore

#### Club

##### Competizioni nazionali
- Coppa del Belgio: 1

Standard Liegi: 1993

##### Competizioni internazionali
- Coppa Intertoto UEFA: 1

Udinese: 2000